# 懷茨伯勒 (加利福尼亞州)
懷茨伯勒是位於美國加利福尼亞州門多西諾縣的一個非建制地區。該地的面積和人口皆未知。

## 地理
懷茨伯勒的座標為39°12′53″N 123°45′52″W / 39.21472°N 123.76444°W，該地的平均海拔高度為12米（即39英尺）。

## 历史

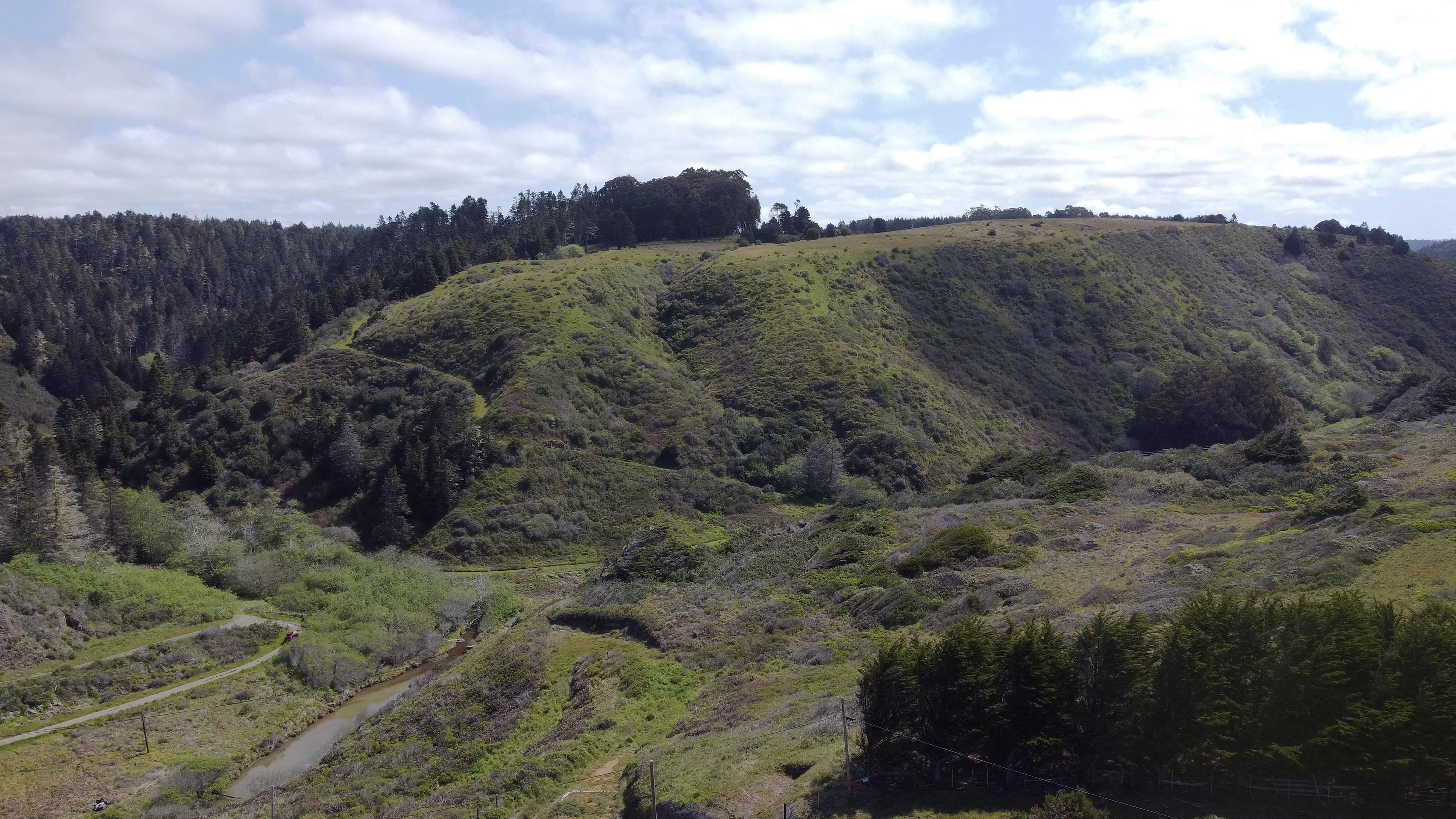
当年的怀茨伯勒镇位于大鲑鱼溪与小鲑鱼溪的交汇处，如今已成一块块私人土地。

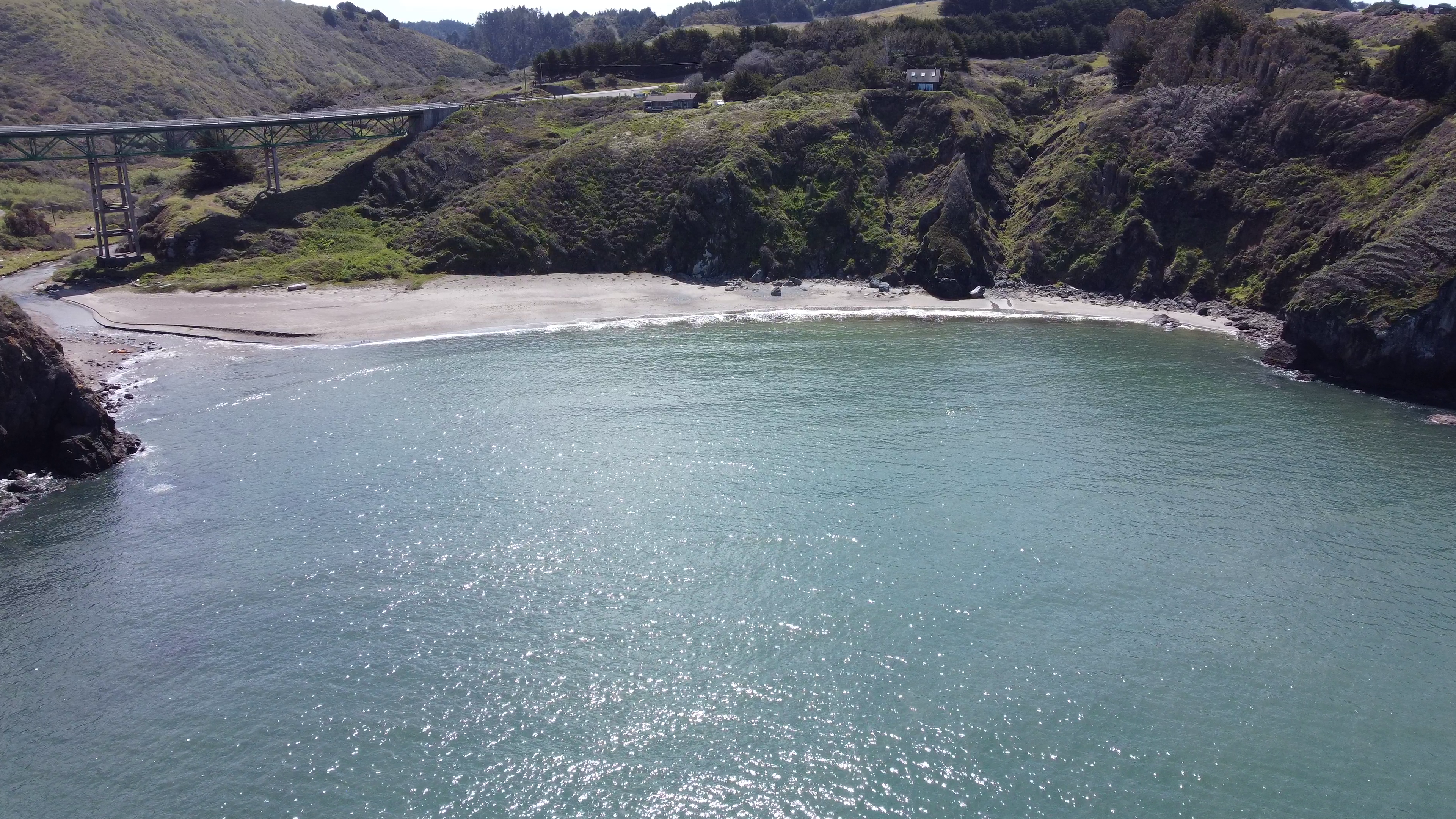
怀茨伯勒湾以及鲑鱼溪海滩。圖上方為加州一號公路，左邊是鮭魚溪入海處，鮭魚溪橋跨越其上。

懷茨伯勒是一个昔日的伐木小镇。在淘金时代旧金山快速发展，需要大量住屋，而住屋需要木材，北加州海岸成片的红木森林是高级木材的最佳来源。北加州众多河口都设置了锯木厂，伐木工人将红木从山里砍下，顺流运送到河口的锯木厂加工成木板建材，再海运到旧金山。位于鲑鱼溪入海口的懷茨伯勒就是其中之一。
生意人L.E.怀特于1876年在此地创办了鲑鱼溪锯木厂，所形成的小镇便以他的名字命名。“boro”是“borough”的简写，意即自治镇；懷茨伯勒就是“怀特自治镇”的意思。大鲑鱼溪和小鲑鱼溪合流为鲑鱼溪流入怀兹伯勒海湾，河口形成的新月形沙滩为鲑鱼溪海滩。
在伐木业务的鼎盛时期鲑鱼溪海滩建有一个码头延伸入懷茨伯勒湾，从存世的照片来看，可供三桅大帆船停泊。从1881年到1899年美国邮政局在本地设有邮局，說明當年本地有一定的人口。红木资源被消耗完毕之后，锯木厂关闭，镇民出走，懷茨伯勒镇也烟消云散。
如今，青山依舊在，懷茨伯勒镇曾经的建筑物則基本已经消失，從加州一號公路往大鲑鱼溪和小鲑鱼溪合流處看，已经成了一片片私人莊園，只留下懷茨伯勒的名称以及镇外围的懷茨伯勒农会(Whitesboro Grange)。当年码头使用的粗大红木樁在海潮极低时会露出在沙滩上，默默见证隨潮水而去的繁华。

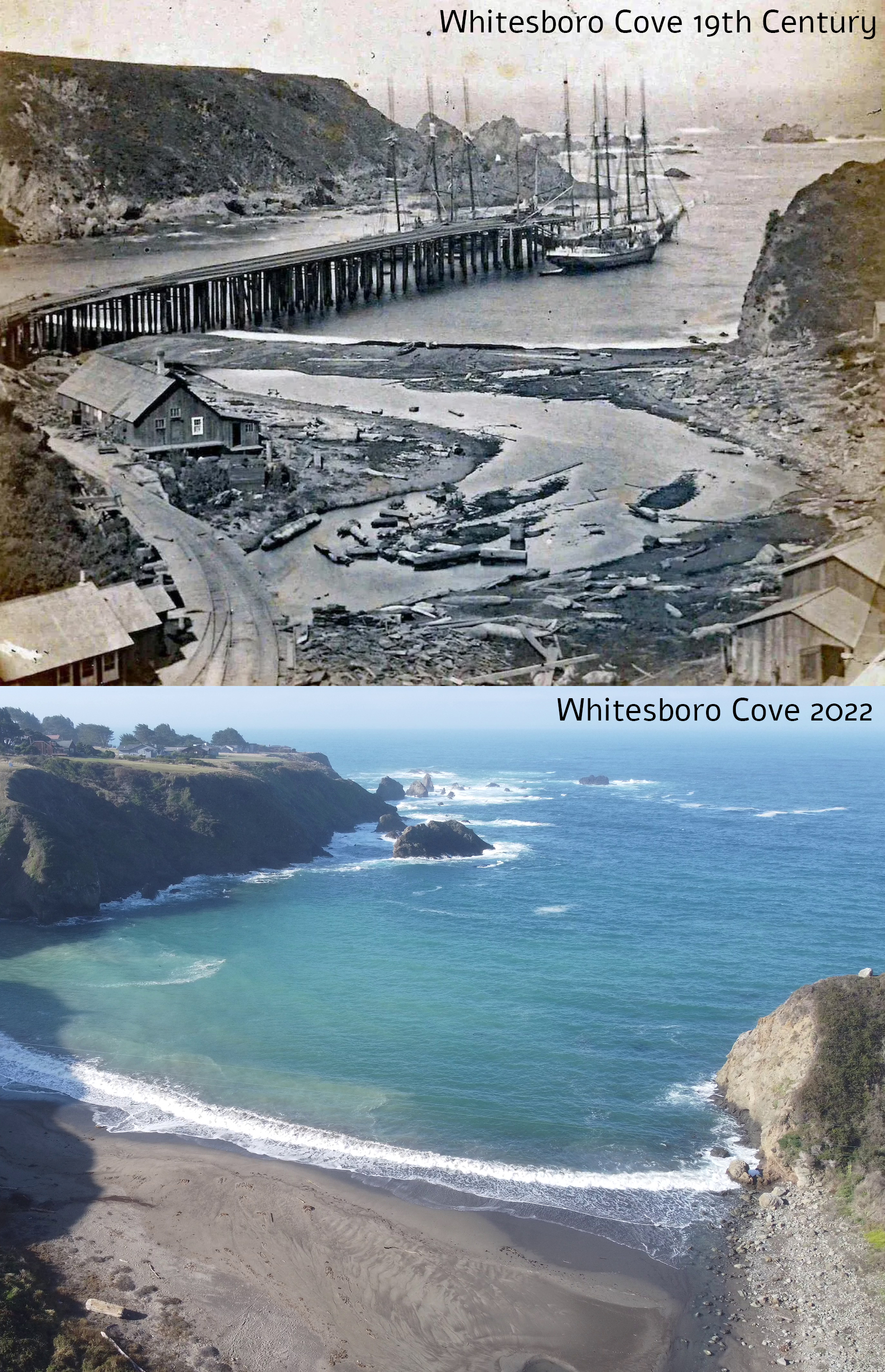
懷茨伯勒灣今昔。上圖為19世紀末懷茨伯勒灣碼頭的繁忙景象；下圖為2022年。

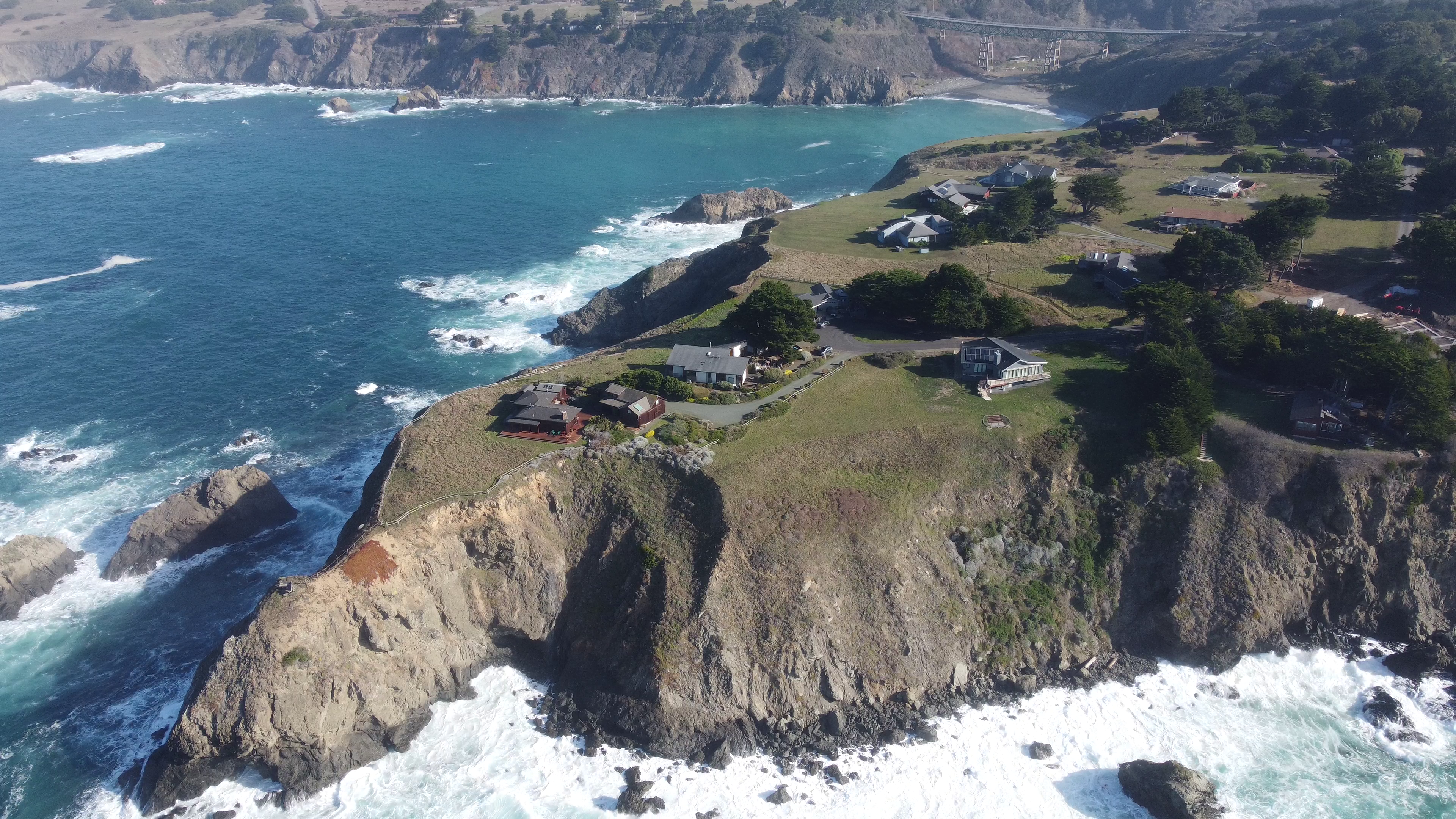
坏茨伯勒湾南面极远点鲑鱼岬的壮丽景色。

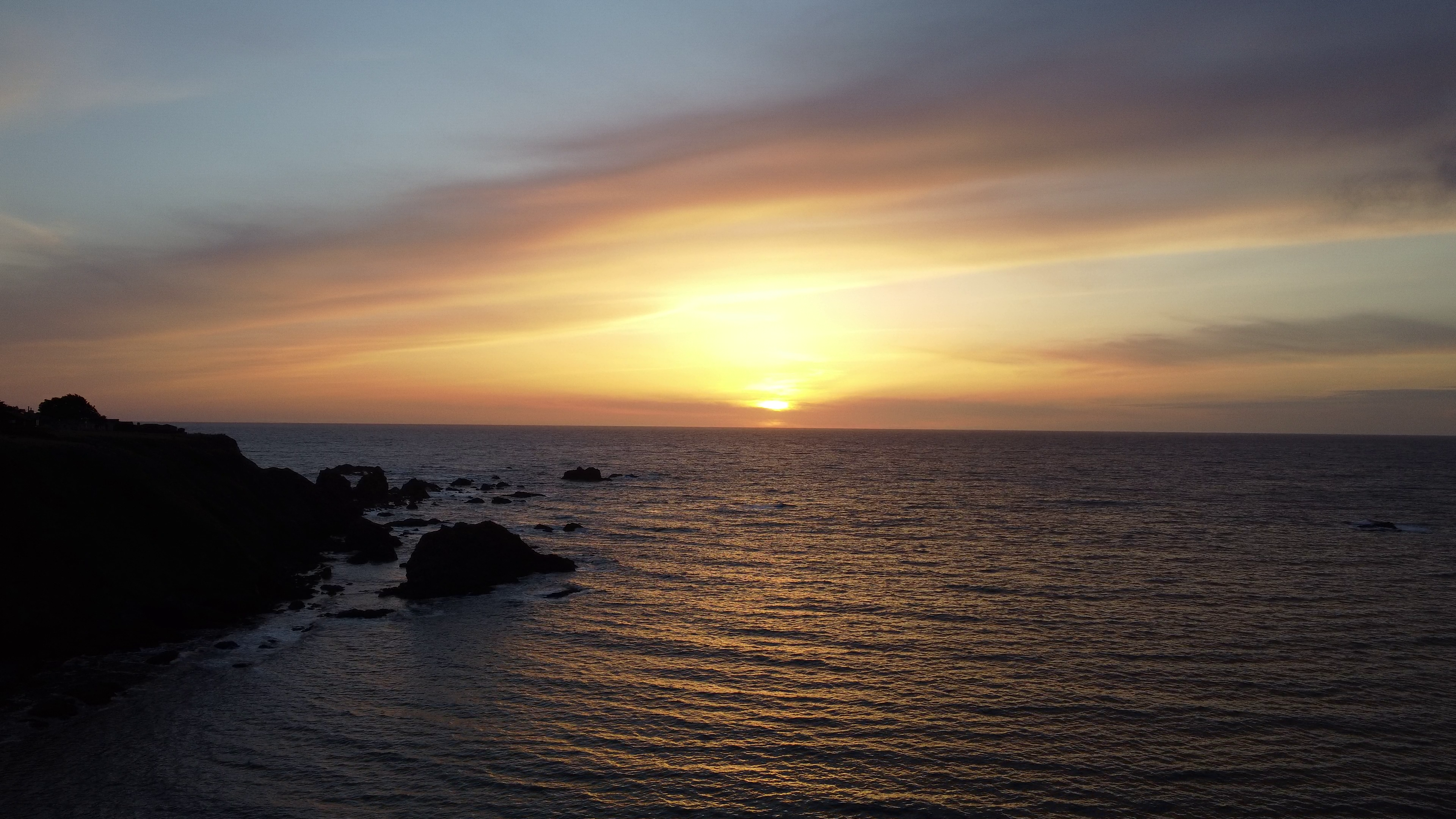
坏茨伯勒湾落日。